# Raúl Parentella
Raúl Parentella, conocido como El Maestruli (General Pico, 28 de abril de 1940 - 16 de noviembre de 2021) fue un pianista, arreglador y compositor argentino. Raúl Parentella ha trabajado como arreglador y pianista de las principales figuras de Argentina y el mundo tales como Julio Iglesias, Palito Ortega, Los Iracundos, Mercedes Sosa, Susana Giménez, Eddie Sierra, Sandro, Pedro Aznar, Eladia Blázquez, Alejandra Martín, Julia Zenko entre otros. Con el Auge de internet, en la década de 2010, Raúl pasaría a ser conocido como "El Maestruli", apodo utilizado en la parodia de Alf del canal Argentino en Youtube "MarioBaracus", donde se viralizaría el chiste "El Maestruli se Reiría / Pero aquí no vive el Maestruli".

## Biografía
Desde 1978 hasta 1995 fue el realizador exclusivo de toda la música publicitaria de Coca Cola. Además produjo muchos sencillos y bandas de sonido para marcas como Peugeot, Terrabusi y muchas otras compañías de primer nivel. Fue director musical de Canal 13 durante varios años, y desde 1992 al 2000 fue el pianista y Director Musical de Hola Susana, uno de los programas más vistos de la televisión argentina.
En 1979, en Caracas, ganó por primera vez para Argentina el Festival OTI de la Canción con su tema Cuenta conmigo, con letra de Chico Novarro e interpretación de Daniel Riolobos. Años más tarde sacó un CD con su nombre y en 1996 grabó como arreglador y pianista en el álbum Tango de Julio Iglesias, que vendió en el mundo alrededor de 4 millones de copias.

### Discografía
Después de muchos años de trabajos musicales excepcionales, realizados casi en exclusividad para distintos intérpretes de elevada jerarquía, Raúl Parentella decidió sacar al mercado un disco con sus mejores obras. Muchas de ellas fueron compuestas en sus primeros años, otras son del 2006, pero todas bajo un común denominador: la alta calidad en la composición, esta enormemente valorada entre los grandes intérpretes internacionales por el enorme talento del músico.
Este nuevo disco lo muestra en sus diversas facetas de compositor, arreglador e intérprete, brillando en todas ellas. Tal es la repercusión que ha tenido la salida de La vida toda que lanzaron a la venta del mismo en Europa y Japón en el año 2007, para que el mundo pueda aplaudir nuevamente sus clásicos de siempre: Cuenta conmigo, Quien nunca amó, Lamentablemente y Loca embriaguez, entre otros, junto a sus nuevas obras donde se destacan especialmente Nuestra historia, Quiero salir de mi alma, Tan de otro mundo y Ruta desierta.

## Discografía
- "The Changos", junto a Oscar Alem; Music Hall
- 1975: "La vida en un segundo"; Arfon
- "Hecho a tu imagen"; Interdisc
- 1986: "Cuando nace la ternura"; Philips
- 1992: "Melodias inolvidables", producido por "Discos Arfon", Distribuidora "Profesional", catálogo: CP70.
- 1997: "Tango"; Música & Marketing S. A.
- 2002: "Tango: instrumentales para bailar"; Distribuidora Belgrano Norte
- 2004: "Solo tango"; GLD Distribuidora S. A.
- 2006: "La vida toda"; Pro Com SRL
- 2007: "Canciones de Navidad inolvidables"; Pro Com SRL
- 2009: "Delivery de instrumentales"; GLD Distribuidora SA.

## Filmografía
Música
- 1974: Seguro de castidad.
- 1977: La nueva cigarra.
- 1979: Hotel de señoritas.
- 1986: Los bañeros más locos del mundo.
- 1988: Los pilotos más locos del mundo.
- 2001: Nada x perder.